# چو یونگ وو
چو یونگ وو (کره‌ای: 추영우؛ زادهٔ ۵ ژوئن ۱۹۹۹) بازیگر اهل کره جنوبی است.

## فیلم‌شناسی

### مجموعه تلویزیونی
| سال       | عنوان                          | نقش                                   | توضیحات              | منابع       |
| --------- | ------------------------------ | ------------------------------------- | -------------------- | ----------- |
| ۲۰۲۱      | دانشگاه پلیس                   | پارک مین کیو                          |                      | [ ۲ ] [ ۳ ] |
| ۲۰۲۱–۲۰۲۲ | مدرسه ۲۰۲۱                     | جونگ یونگ جو                          |                      | [ ۴ ] [ ۵ ] |
| ۲۰۲۲      | اوپنینگ – سندرم بابل           | جانگ ها نول                           | فصل ۵؛ درام تک قسمتی | [ ۶ ]       |
| ۲۰۲۳      | دوران خوش                      | چوی چول وونگ                          |                      | [ ۷ ]       |
| ۲۰۲۴      | افسانه بانو اوک                | چون سونگ هی/سونگ سو این/سونگ یون گیوم |                      | [ ۸ ]       |
| ۲۰۲۵      | کد تروما: قهرمانان در آماده‌باش | یانگ جه وون                           |                      | [ ۹ ]       |
| ۲۰۲۵      | عاشق و دلباخته                 | گیون وو/بونگ سو                       |                      |             |

### مجموعه اینترنتی
| سال  | عنوان                     | نقش         | منابع  |
| ---- | ------------------------- | ----------- | ------ |
| ۲۰۲۱ | تو منو به رقص وادار می‌کنی | سونگ شی اون | [ ۱۰ ] |
| ۲۰۲۲ | روزی روزگاری یک شهر کوچک  | هان جی یول  | [ ۱۱ ] |

## جوایز و نامزدی‌ها
| مراسم جوایز         | سال  | دسته                      | نامزد / اثر               | نتیجه    | منابع  |
| ------------------- | ---- | ------------------------- | ------------------------- | -------- | ------ |
| جوایز درامای کی‌بی‌اس | ۲۰۲۱ | بهترین بازیگر تازه‌کار مرد | دانشگاه پلیس و مدرسه ۲۰۲۱ | نامزدشده | [ ۱۲ ] |